# Krigsman (musikalbum)
Krigsman är det tredje musikalbumet av den svenska kristna rockgruppen Jerusalem. Albumet är släppt på både svenska och engelska, den engelska titeln är Warrior. Den svenska versionen är släppt på Prim Records och den engelska versionen är släppt på Lamb & Lion Records i USA och på Word Records i Storbritannien.

## Låtlista (svensk version)
Alla låtar är skrivna av Ulf Christiansson
1. Ständig förändring (5:48)
2. Krigsman (6:17)
3. Du är (4:14)
4. It's mad (5:36)
5. Moderne man (4:26)
6. Sodom (12:10)
7. Domedagsprofeter (4:36)
8. Farväl (6:08)

## Låtlista (engelsk version)
Alla låtar är skrivna av Ulf Christiansson
1. "Constantly Changing"
2. "Warrior"
3. "Pilgrim"
4. "It's Mad"
5. "Man Of The World"
6. "Sodom"
7. "Ashes In Our Hands"
8. "Farewell"

## Medverkande

### Jerusalem
- Ulf Christiansson: sång, gitarr
- Peter Carlsohn: bas
- Klas Anderhell: trummor
- Dan Tibell: keyboard

### Övriga medverkande
- Producent: Andy Kidd
- Tekniker: Andy Kidd